# Виксен (веб-сериал)
Виксен (англ. Vixen) — американский анимационный веб-сериал, созданный Марком Гуггенхаймом. Премьера состоялась 25 августа 2015 года, когда эпизоды «Виксен» были показаны на канале CW Seed, дочернем канале сети The CW, предназначенном для детской аудитории. Все события анимационного веб-сериала, по заявлениям создателей, происходят в Телевизионной Вселенной DC канала The CW. В центре сюжета находится Мари МакКейб/Виксен, супергероиня комиксов издательства DC Comics, способная имитировать способности различных животных.

## Сюжет
После того, как её родители были убиты в Африке, Мари МакКейб наследует магический амулет Тотем Танту, который позволяет ей получать силы различных животных. Она использует его, чтобы стать супергероиней по прозвищу Виксен.

## Актёры и персонажи

### Главные герои
- Мари МакКейб / Виксен (Мегалин Эчиканвоке)[3][4] — африканка по происхождению, осиротела в детстве. Получила от семьи Тотем Танту, позволяющий имитировать свойства и способности животных[5].

### Второстепенные и приглашённые
| - Чак МакКейб (Нил Флинн) — приёмный отец Мари. - Адам Маккалистер (Шон Патрик Томас) — профессор истории в Детройтском университете. - Куаса (Аника Нони Роуз) — сестра Мари, желающая заполучить Тотем Танту. Главный антагонист первого сезона. - Пэтти МакКейб (Кэри Вюрер) — приемная мать Мари. - Оливер Куин / Зелёная стрела (Стивен Амелл) — бывший плейбой-миллиардер, ставший мстителем в маске, использующим навыки лучника. Живёт в Старлинг-сити. - Барри Аллен / Флэш (Грант Гастин) — супергерой Централ-сити со способностью развивать сверхскорость. В обычной жизни работает судмедэкспертом в Полицейском Управлении Централ-сити. - Циско Рамон / Вайб (Карлос Вальдес) — инженер-механик из Лаборатории С. Т. А. Р., помогающий Барри в его супергеройской деятельности. - Фелисити Смоук / Наблюдатель (Эмили Бетт Рикардс) — специалист по высоким технологиям, возлюбленная и помощница Оливера. | - Бенету Эшу (Хаким Кае-Казим) — бывший генерал, ответственный за разрушение родной деревни Мари. Занимается поисками потерянных Тотемов Замбези. Главный антагонист второго сезона. - Родная мать Мари (Токс Олагундойе) - Лорел Лэнс / Чёрная канарейка (Кэти Кэссиди) — юрист, ночью действует как супергероиня и одна из соратников Зелёной Стрелы. В бою использует ультразвук и навыки рукопашного боя. - Рэй Палмер / Атом (Брэндон Раут) — крупный бизнесмен, изобретатель и учёный. Использует высокотехнологичный костюм, чтобы стать супергероем по прозвищу Атом. - Профессор Мартин Штайн / Огненный шторм (Виктор Гарбер) — учёный, специалист по трансмутации вещества. Является одним из носителей матрицы Огненного Шторма. Друг супергероя Флэша. - Джефферсон «Джекс» Джексон / Огненный шторм (Франц Драмех) — автомеханик из Централ-сити, бывший спортсмен. Один из носителей матрицы Огненного Шторма. |

## Эпизоды
| № | #              | Название                          | Режиссёр       | Сценарист                                                      | Дата показа в США                  |
| Сезон 1 (2015) | Сезон 1 (2015) | Сезон 1 (2015)                    | Сезон 1 (2015) | Сезон 1 (2015)                                                 | Сезон 1 (2015)                     |
| --- | -------------- | --------------------------------- | -------------- | -------------------------------------------------------------- | ---------------------------------- |
| 16 | 16             | TBA                               | Джеймс Такер   | Венди Мерикл, Кето Шимидзу, Брайан Форд Салливан и Лорен Церто | 25 августа — 29 сентября 2015 года |
| Мари МакКейб — африканку, осиротевшую в детстве — освобождают из тюрьмы. Её встречает приёмный отец. Она просидела в заключении три дня за то, что проткнула Редактора карандашом за то, что он приставал к ней. По пути домой на неё и отца напали грабители. Амулет Мари внезапно активирует её силы и она расправляется с грабителями. Она обращается к историку, который говорит, что когда-то этот амулет давал силу к копированию способностей животных. Мари тренирует новые силы, а неизвестная женщина начинает слежку за девушкой. Тем временем в Централ-сити Циско Рамон получает сообщение о том, что в другом городе появился мета-человек. Он рассказывает об этом Флэшу (Барри Аллен). Барри решил воспользоваться помощью Зелёной стрелы (Оливер Куин). Герои приходят к Мари, но она решает убежать. В результате Флэш и Зелёная стрела вынуждены преследовать Мари по всему городу. В конце концов, герои выяснили, что Мари не мета-человек, так как её силы имеют магическую природу. Когда Флэш и Зелёная стрела уходят, Мари отправляется к историку, который выдаёт её той самой женщине, которая всё это время следила за ней. Мари берут в плен. Она просыпается в африканской деревне. Как оказалось, злодейку зовут Куаса, и она сестра Мари. Куаса рассказывает историю их семьи. Давным-давно, амулет, который носит Мари, должен был достаться Куасе, но пришли вооруженные люди и убили почти всё население. Мать спасла Мари и отдала ей амулет. В настоящем Куаса отбирает амулет у Мари, используя особый вид пауков. После укуса паука у Мари видение: её мать говорит девушке, что знала, что её старшая дочь станет злодейкой, поэтому она и отдала амулет младшей. Мари просыпается, вступает в бой с сестрой и возвращает амулет. После она уезжает обратно в Детройт. Позже супергероиня создаёт себе костюм и вскоре её вновь находят Флэш и Зелёная стрела, которые хотят убедиться, что Мари будет использовать свои силы во благо. Флэш предлагает в качестве псевдонима выбрать прозвище, данное девушке Циско Рамоном — Лисица (англ. Vixen). |                |                                   |                |                                                                |                                    |
| Сезон 2 (2016) |                |                                   |                |                                                                |                                    |
| 712 | 16             | «Испытание огнём» «Trial By Fire» | Курт Геда      | Лорен Церто, Нолан Дунбар и Сара Таркова                       | 13 октября — 18 ноября 2016 года   |
| Спустя недели после возвращения в Детройт Мари посещает лекцию профессора Маккалистера, на которой он рассказывает о пяти потерянных тотемах провинции Замбези: амулетах огня, воды, земли, воздуха и духа. Из лекции становится понятным, что профессор нашёл и передал местному музею тотем огня, а принадлежащий Мари Тотем Танту — это амулет духа. В момент объяснений с профессором Мари получает звонок от Циско, который собирает различных супергероев — Флэша, Огненного шторма и саму Мари — для борьбы с Погодным Волшебником, который собирается уничтожить Централ-сити при помощи цунами. После победы над злодеем Мари оказывается в больнице и там узнаёт, что из музея Детройта похищены все драгоценности, в том числе и амулет огня. Расследование приводит её к человеку по имени Бенету Эшу, который откуда-то знает родную мать Мари. Оба вступают в бой, но Эшу слишком силён, чтобы Мари смогла победить его. Поэтому она обращается за помощью к профессору Маккалистеру, который советует найти Куасу. Как выяснилось сестра Мари после борьбы за Тотем Танту находится в африканской больнице с симптомами хронической слабости. от неё Мари узнаёт. что это Эшу был тем генералом, который со своими солдатами напал на их родную деревню и убил всех. Обе сестры направляются в Стар-сити, где находят амулет воды, который предположительно поможет победить Эшу. Однако в самый последний момент Куаса забирает амулет себе и нападает на Мари с целью отомстить за своё поражение. Однако на помощь Виксен приходят Атом и Чёрная канарейка: как оказалось, Мари с самого начала не доверяла сестре. В этот момент Фелисити сообщает, что Эшу при помощи своего амулета разрушает Детройт и герои направляются туда. Раскрывается что во всех амулетах Замбези есть некое ядро, и если его разрушить, то амулет станет обычным драгоценным камнем. Во время боя с Эшу Куаса погибла, а Атом и Чёрная Канарейка не могут сражаться, и Мари оказывается единственной, кто ещё может сражаться. Затащив Эшу под воду она отбирает у него огненный амулет и, используя духи самых сильных животных, разрушает его. Позднее она направляется в Коаст-сити и присоединяется к Зелёной стреле, Флэшу, Чёрной канарейке и Атому, чтобы противостоять новой угрозе. |                |                                   |                |                                                                |                                    |

## Производство
В январе 2015 года канал The CW объявил о создании состоящего из 6 эпизодов веб-сериала по задумке Марка Гуггенхайма. Сериал должен был быть сосредоточен на приключениях Виксен и выйти в формате анимации с целью показа на детском дочернем канале The CW Seed. Премьера была назначена на конец 2015 года, а его события происходят в Телевизионной Вселенной DC канала The CW. Каждый эпизод будет иметь пятиминутный хронометраж, чтобы в итоге составить одну-единственную 30-минутную историю. Веб-сериал покажет т. н. «историю происхождения» и все события будут происходить в Детройте, в них «будут замечены» персонажи телесериалов о Стреле и Флэше. Сценаристами веб-сериала станут Кето Шимидзу и Брайан Форд Салливан, которые уже работали над сценариями серий «Стрелы». Гуггенхайм следующим образом прокомментировал появление Виксен в Телевизионной Вселенной: «Виксен — это замечательный персонаж. Источником её сил является магия, то есть то, чего мы пока не касались ни в одном из созданных нами сериалов. Мы только и можем говорить: „Стрела очень отличается от Флэша, Флэш очень отличается от Стрелы“. Если Стрела разбирается в преступниках, а Флэш — в науке, то Виксен станет кладезем магии». Также он добавил: «Одной из причин того, что мы решили обратиться именно к анимации, стало то, что в данном формате мы можем выйти за рамки тех возможностей, которые у нас есть при съемках телесериалов, таким образом снизив затраты. Как видите, мы используем возможности анимации в своих же целях».
На San Diego Comic-Con International-2015 была объявлена официальная дата премьеры — 25 августа 2015 года. В июле 2015 года Гуггенхайм раскрыл, что события «Виксен» будут разворачиваться между событиями эпизодов «Нанда Парбат» и «Предложение» телесериала «Стрела» (15-й и 16-й эпизоды 3-го сезона соответственно). При этом он уточнил: «Мы как раз выпустили 14-й [эпизод] 3-го сезона [телесериала „Стрела“], когда начали работу над „Виксен“. Поэтому все события „Виксен“ должны происходить где-то в тот отрезок времени, незадолго до того как Оливер ушёл в Лигу и сменил свой костюм». Музыку к сериалу написали Блейк Нили и Натаниэль Блюм. В январе 2016 года глава канала The CW Марк Педовиц объявил о том, что «Виксен» продлён на второй сезон, который также будет состоять из 6 эпизодов по 5 минут (общая длина — полчаса). Также Педовиц добавил, что надеется выпустить на The CW специальный выпуск второго сезона, в котором все серии смонтированы в один большой получасовой эпизод; то же самое первоначально планировалось сделать и с первым сезоном, но по неизвестным причинам от этого отказались. В январе 2017 года, когда были продлены основные сериалы Вселенной Стрелы, на вопрос, будет ли продлён веб-сериал «Виксен», Педовиц ответил, что «обсуждения на эту тему не было, но если учитывать успех [второго] сезона, почему бы и нет». 30 августа 2017 году оба сезона были показаны на The CW.

## Критика
Джесси Шедин из IGN поставил оценку 7.3 из 10, положительно отозвавшись о сюжете, качестве анимации и атмосфере. По его словам, «Виксен» «нашла свою нишу во Вселенной Флэша и Стрелы». В то же время он раскритиковал слишком короткую продолжительность серий и озвучку некоторых персонажей, особенно тех, которые ранее появлялись в телесериалах: «в Олли Стивена Амелла, Барри Гранта Гастина и Циско Карлоса Вальдеса наблюдается некая жёсткость и даже вялость, отсутствующие у них в телесериалах. Особенно это заметно, когда персонажи начинают подтрунивать друг над другом». Рецензент A. V. Club Оливер Сейва поставил «Виксен» оценку B+.

## Издания
В феврале 2017 года Warner Bros. объявила о выпуске «Vixen: The Movie» 8 мая 2017 года для цифровой загрузки и 23 мая 2017 года для изданий на Blu-ray и DVD. Релиз содержит первые два сезона, объединённые в одну историю вместе с 15 минутами нового материала. Дополнительные материалы на выпуске содержат эпизоды «Спутник Охотника» и «Забойный реванш» сериала «Лига Справедливости: Без границ» и новую короткометражку.

## Расширенная Вселенная

### Флэш
Грант Гастин и Карлос Вальдес, звезды телесериала «Флэш», озвучили Барри Аллена и Циско Рамона соответственно. Эти же роли они играют в телесериале.

### Стрела
Стивен Амелл и Эмили Бетт Рикардс, звезды телесериала «Стрела», озвучили Оливера Квина и Фелисити Смоук соответственно. Эти же роли они играют в телесериале. . Кроме того, актриса Кэти Кэссиди, сыгравшая Лорел Лэнс, также озвучит своего персонажа во втором сезоне.

### Легенды завтрашнего дня
Виктор Гарбер, Брэндон Раут и Франц Драмех, звёзды телесериала «Легенды завтрашнего дня», во втором сезоне озвучат профессора Мартина Штайна, Рэя Палмера и Джефферсона «Джекса» Джексона соответственно. Те же роли они сыграли и в телесериале.

## Виксен в телесериалах

Виксен в исполнении Мегалин Эчиканвоке как она показана в сериале «Стрела»

Несмотря но то, что «Виксен» вышел в виде анимации, создатели оставили для главной героини возможность появления вживую, пустив слух о том, что она может появиться в «Стреле», либо во «Флэше». Также не исключалось, что в случае успеха веб-сериала будет запущен в производство полноценный телесериал о Виксен. Мегалин Эчиканвоке впоследствии появилась в одном из эпизодов четвёртого сезона «Стрелы», серии «Заложник», в которой её героиня помогла Оливеру Куину спасти его маленького сына, похищенного Дэмианом Дарком. После выхода «Заложника» глава The CW Марк Педовиц подтвердил, что, возможно, они выпустят сольный телесериал о Виксен или введут персонажа в основной состав «Легенд завтрашнего дня». В июне 2016 года поступила информация, что к основному составу «Легенд» присоединилась актриса Мэйси Ричардсон-Селлерс, которая сыграет Виксен. По той же информации, под маской героини будет скрываться не Мэри МакКейб, а её бабушка — Амайя Дживи. Причиной создания новой версии Виксен стали обязательства по контракту Мегалин Эчиканвоке, из-за которых она не могла появиться В «Легендах». В третьем сезоне Легенд также появилась сестра Мари, Куаса, которую вместо Аники Нони Роуз сыграла Трейси Ифегор.